# Jim Mollison

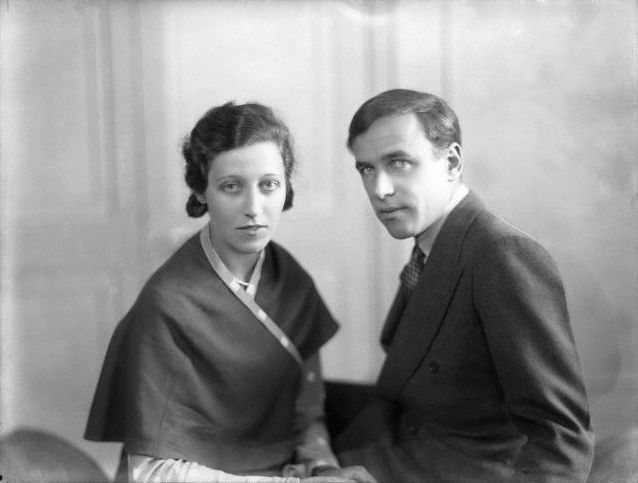
Amy i Jim Mollisonowie

Jim Mollison, właściwie James Allan Mollison (ur. 19 kwietnia 1905 w Glasgow, zm. 30 października 1959) – szkocki pilot, słynny z wielu rekordowych przelotów w latach 30 XX wieku.

## Życiorys
Pod koniec lat 20. zajął się dynamicznie rozwijającym się wówczas lotnictwem. 
W lipcu-sierpniu 1931 Jim Mollison ustanowił rekord czasu przelotu w 8 dni 19 godzin z Australii do Anglii, a w marcu 1932 rekord przelotu z Anglii do Kapsztadu w Afryce Południowej w 4 dni 17 godzin. 
29 lipca 1932 Jim Mollison ożenił się ze sławną wówczas pilotką Amy Johnson. Poznali się podczas wspólnego lotu, a Mollison oświadczył się jej po 8 godzinach znajomości, wciąż w powietrzu. Para stała się jeszcze większymi ulubieńcami prasy, relacjonującej kolejne ich wyczyny lotnicze, indywidualne i wspólne. 
18 sierpnia 1932 Mollison dokonał pierwszego samotnego przelotu nad Atlantykiem w trudniejszym kierunku zachodnim, z Portmarnock koło Dublina w Irlandii do Pennfield Ridge w Nowym Brunszwiku w Kanadzie, lekkim samolotem sportowym de Havilland Puss Moth.
Pomiędzy 6 a 9 lutego 1933 Mollison wykonał lot z Anglii do Brazylii w ciągu 3 dni i 12 godzin, w trakcie którego dokonał przelotu z Senegalu do Brazylii, nad południowym Atlantykiem, również samolotem Puss Moth. Stał się przy tym pierwszym człowiekiem, który przeleciał nad północnym i południowym Atlantykiem. 
Następnie, Jim i Amy Mollisonowie podjęli próbę wspólnego lotu dookoła świata. Wystartowali z Walii 22 lipca 1933, lecz ich samolot DH-84 Dragon o nazwie „Seafarer” rozbił się przed lądowaniem w Connecticut w USA, na skutek czego odnieśli obrażenia. W październiku 1934 z kolei wzięli udział w wyścigu lotniczym MacRobertson Air Race, w celu pobicia rekordu lotu z Anglii do Australii. Ich samolot, dwusilnikowy de Havilland DH-88 Comet nazwany „Black Magic” prowadził w wyścigu, lecz zostali zmuszeni do wycofania się w Allahabadzie z powodu awarii – przerwania przewodu oleju. 
Małżeństwo Mollisonów zaczęło przeżywać kryzys, jako powody wskazywane są współzawodnictwo małżonków w biciu tych samych rekordów (Amy pobiła rekord Jima czasu przelotu do Afryki Południowej w listopadzie 1932), oraz problem Jima z alkoholem i rozrywkowym stylem życia, a także nacisk popularności. Ostatecznie, małżonkowie rozwiedli się w 1938. Jim Mollison później osiedlił się w Londynie, gdzie prowadził pub. Zmarł 30 października 1959. W czasie II wojny światowej służył w Air Transport Auxiliary.